# Ernst Brugger
Ernst Brugger ( 10 de Março de 1914 — 20 de Junho de 1998) foi um político da Suíça.
Ele foi eleito para o Conselho Federal suíço em 10 de Dezembro de 1969 e terminou o mandato a 31 de Janeiro de 1978.
Ernst Brugger foi Presidente da Confederação suíça em 1974.